# Tielt-Sport

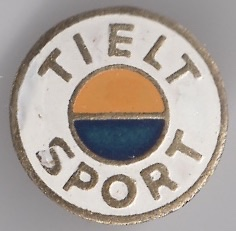

Tielt-Sport was een Belgische voetbalclub uit Tielt-Winge. De club sloot in 1950 aan bij de KBVB met stamnummer 5337. 
In 2010 fuseerde de club met FC Meensel-Kiezegem en vormde zo Tielt-Winge 3000. 
Het stamnummer van Tielt-Sport bleef behouden.

## Geschiedenis
Voor de oprichting van Tielt-Sport in 1950 bestonden al eerder twee clubs met die naam in het dorp die ook bij de KBVB actief waren. Tussen 1933 en 1940 was al een Tielt-Sport aangesloten met stamnummer 2076 en tussen 1943 en 1949 had een tweede Tielt-Sport stamnummer 3950.
Na het verdwijnen van het tweede Tielt-Sport in 1949, werd in februari 1950 een derde club met als naam Tielt-Sport opgericht en bij de KBVB aangesloten in juni van datzelfde jaar.
In het seizoen 1959-1960 behaalde de club een eerste belangrijk succes met de kampioenstitel in Derde Provinciale. Men speelde twee seizoenen in Tweede Provinciale, maar moest in 1962 terug naar Derde Provinciale. 
In 1969-1970 mocht opnieuw de kampioensvlag gehesen worden en ditmaal duurde het verblijf op het tweede provinciale niveau drie seizoenen tot in 1973 degradatie naar Derde Provinciale volgde.
In 1976 belandde Tielt-Sport voor het eerst in Vierde Provinciale. In 1979 mocht men opnieuw naar Derde Provinciale en het daaropvolgende seizoen werd een derde titel in Derde Provinciale behaald, waardoor de club de jaren tachtig begon op het tweede provinciale niveau.
Na twee opeenvolgende degradaties werd opnieuw de laagste provinciale reeks het speelterrein vanaf 1984. In het tiende seizoen op dit niveau werd men kampioen en keerde zo terug naar Derde Provinciale in 1994.
Tot de fusie in 2010 zou Tielt-Sport, met uitzondering van de periode tussen 1998 en 2002 toen men in Tweede Provinciale speelde, op het derde provinciale niveau aantreden.